# Monsters (serie televisiva 1988)
Monsters è una serie televisiva statunitense in 72 episodi trasmessi per la prima volta nel corso di 3 stagioni dal 1988 al 1990.
È una serie di tipo antologico in cui ogni episodio rappresenta una storia a sé. Gli episodi sono storie di genere horror caratterizzate dalla presenza di mostri diversi in ogni episodio e, spesso, dall'avidità, dall'ingenuità e dalla presunzione dei personaggi protagonisti che portano a situazioni raccapriccianti. Il tutto condito con un velo di comicità che alleggerisce la suspense e rende le trame più leggere. La serie è caratterizzata inoltre da camei di diverse celebrità, tra cui Laura Branigan e Debbie Harry e dalla presenza di diverse guest star, tra cui Lili Taylor, David Spade, Tony Shalhoub, Steve Buscemi e Gina Gershon. Diverse storie sono state adattate da racconti di noti autori, tra cui The Moving Finger di Stephen King
L'introduzione di ogni episodio, in piena caratterizzazione sitcom, inizia con una veduta aerea di un quartiere suburbano di classe media in avvicinamento verso una casa. La telecamera entra nell'abitazione apparentemente innocua dove vi è una famiglia che sta discutendo su cosa guardare in televisione. Essi si rivelano orribili creature umanoidi con un numero abnorme di occhi allungati e deformi, che si stanno cibando di uno spuntino di insetti canditi, tutti comunque vestiti in abiti normali e con atteggiamenti tipici della borghesia urbana statunitense. La madre guarda la TV ed esclama: "È Monsters, il nostro show preferito!" alla cui osservazione ribatte la figlia: "Shh, sta cominciando....". La telecamera zooma sul volto del padre, il cui sinistro e oscuro sorriso termina il segmento.

## Produzione
La serie, ideata da Richard P. Rubinstein e Mitchell Galin, fu prodotta da Laurel Entertainment. Le musiche furono composte da John Massari e Gary Lionelli.

### Registi
Tra i registi sono accreditati:
- Ernest D. Farino in 4 episodi (1989-1991)
- Bette Gordon in 4 episodi (1989-1991)
- Jeffrey Wolf in 3 episodi (1988-1990)
- Gerald Cotts in 3 episodi (1988-1989)
- Michael Warren Powell in 3 episodi (1989-1990)
- Theodore Gershuny in 2 episodi (1988-1990)
- David Misch in 2 episodi (1988-1989)
- Michael Gornick in 2 episodi (1988)
- Scott Alexander in 2 episodi (1989-1990)
- Brian Thomas Jones in 2 episodi (1989-1990)
- Warner Shook in 2 episodi (1989-1990)
- Allen Coulter in 2 episodi (1989)
- Kenny Myers in 2 episodi (1990-1991)
- Tom Noonan in 2 episodi (1990)

### Sceneggiatori
Tra gli sceneggiatori sono accreditati:
- Edithe Swensen in 6 episodi (1988-1991)
- Peg Haller in 5 episodi (1989-1990)
- Bob Schneider in 5 episodi (1989-1990)
- Benjamin Carr in 4 episodi (1988-1991)
- Michael Reaves in 4 episodi (1988-1990)
- David Odell in 3 episodi (1988-1990)
- Robert Bloch in 3 episodi (1988-1989)
- Michael Kimball in 3 episodi (1989-1991)
- Jule Selbo in 3 episodi (1989-1990)
- D. Emerson Smith in 3 episodi (1989-1990)
- Haskell Barkin in 3 episodi (1990-1991)
- Theodore Gershuny in 2 episodi (1988-1990)
- Harvey Jacobs in 2 episodi (1988-1989)
- David Misch in 2 episodi (1988-1989)
- Josef Anderson in 2 episodi (1989-1990)
- Michael McDowell in 2 episodi (1989-1990)
- Paul Dini in 2 episodi (1990-1991)
- Tom Noonan in 2 episodi (1990)
- Dan Simmons in 2 episodi (1990)

## Distribuzione
La serie fu trasmessa negli Stati Uniti dal 22 ottobre 1988 al 26 aprile 1991 in syndication. È stata distribuita anche in Italia con il titolo Monsters su TMC.

## Episodi
| Stagione         | Episodi | Prima TV USA | Prima TV Italia |
| ---------------- | ------- | ------------ | --------------- |
| Prima stagione   | 24      | 1988-1989    |                 |
| Seconda stagione | 24      | 1989-1990    |                 |
| Terza stagione   | 24      | 1990-1991    |                 |